# Américo Aguiar
Américo Manuel Alves Aguiar (ur. 12 grudnia 1973 w Leça do Balio) – portugalski duchowny rzymskokatolicki, biskup pomocniczy patriarchatu Lizbony w latach 2019–2023, kardynał prezbiter od 2023, biskup diecezjalny Setúbal od 2023.

## Życiorys
Święcenia kapłańskie otrzymał 8 lipca 2001 i został inkardynowany do diecezji Porto. Był m.in. sekretarzem biskupim, wikariuszem generalnym diecezji oraz dyrektorem rady administracyjnej radia Renascença.
1 marca 2019 papież Franciszek mianował go biskupem pomocniczym Patriarchatu lizbońskiego ze stolicą tytularną Dagnum. Święcenia biskupie otrzymał 31 marca 2019 w Sé Catedral w Porto. Udzielił mu ich kardynał Manuel Clemente, patriarcha Lizbony, w asyście Manuela Lindy, biskupa Porto, i José Domingo Ulloa, arcybiskupa metropolity Panamy. Jako zawołanie biskupie przyjął słowa „In manus Tuas” (W ręce Twoje).
9 lipca 2023 podczas modlitwy Anioł Pański papież Franciszek zapowiedział włączenie go do Kolegium Kardynałów, a 30 września 2023 w trakcie konsystorza na placu Świętego Piotra kreował go kardynałem prezbiterem, nadając mu jako kościół tytularny bazylikę św. Antoniego z Padwy na Eskwilinie. 3 grudnia 2023 uroczyście objął swój kościół tytularny w Rzymie.
21 września 2023 papież Franciszek przeniósł go na urząd biskupa diecezjalnego Setúbal. Ingres do katedry Matki Bożej Łaskawej, w trakcie którego kanonicznie objął urząd, odbył 26 października 2023. Brał udział w konklawe 2025, które wybrało papieża Leona XIV.